# Milad Walizade
Milad Dżahangir Walizade (pers. میلاد والی‌زاده; ur. 27 sierpnia 2004) – irański zapaśnik walczący w stylu wolnym. Zajął ósme miejsce na mistrzostwach świata w 2023 roku.
Srebrny medalista mistrzostw Azji w 2025. Mistrz Azji kadetów w 2018 roku. 